# U-96号潜艇 (1940年)
U-96号（德語：U 96）是纳粹德国战争海军建造的568艘VII-C型潜艇（或称U艇）之一。它由基尔的日耳曼尼亚船厂承建，于1940年8月1日下水，至同年9月14日交付使用。第二次世界大战期间，该艇曾执行过十一次巡逻作战，共击沉27艘、全损1艘和击伤4艘同盟国或中立国商船，累积总吨位高达223,137吨，为战争中最成功的U艇之一。1945年2月15日，U-96号在威廉港退役，至3月30日在美军对当地的空袭期间被炸弹击沉。战后，该艇因洛塔尔-京特·布赫海姆于1973年所作的畅销小说《从海底出击》和1983年获得奥斯卡多项提名的同名电影而知名，这两部作品均是根据布赫海姆于1941年作为战地记者在U-96号艇上的经历所改编。

## 设计
VII-C型是VII级潜艇的第三次、也是最有价值的改进型。它搭载了被称为“S装置”的新式主动声呐系统，为了容纳这种新设备，VII-C型的艇体尺寸有所增加，并重新设计了鞍状水舱，在其两侧各增加了一个可提供储备浮力的小型浮舱，有利于潜艇完成快速下潜。U-96号的全长为67.10米，舷宽6.20米、并有4.74米的吃水深度，水上和水下排水量分别为769吨和871吨。该艇采用双轴设计，具有两副直径为1.23米的三叶螺旋桨。在机械系统方面，VII-C型艇也得到了升级：通过艇上配备的燃油过滤系统，柴油机润滑系统的使用受命得以延长，也为不同润滑剂在艇上机械设备上混合使用留足了余地。原先前型艇用于发射鱼雷和主压载舱吹除操作的电动空气压缩机则改为容克斯的柴动压缩机，从而减小了对艇上电气系统的依赖；此外，该型艇还装配了更为现代化的电力转换系统。动力由两台日耳曼尼亚生产的F46型六缸四冲程1,400匹公制馬力（1,000千瓦特）涡轮增压柴油机用于水面运行，以及两台AEG提供的GU 460/8-276型375匹公制馬力（280千瓦特）双作用电动发电机用于水下航行；水面最高航速17.7節（32.8每小時），水下7.6節（14.1每小時）；能够在水面以10節（19每小時）航速续航8,500海里（15,700），或以4節（7.4每小時）连续在水下航行80海里（150）而无需充电。
武器装备方面，U-96号装备有五具内置式鱼雷发射管——艇艏四具、艇艉一具。其艇艉的鱼雷发射管设计在耐压壳体内部、两片舵之间，鱼雷可以由此向外发射。在轮机舱甲板下方还配备了用于艇艉的鱼雷装填系统，耐压壳体与甲板室之间一前一后还设计有外置鱼雷贮存装置，因此U-96号可携带14枚G7型鱼雷。但不同于其它批次的C型艇，该艇不设水雷贮存及布设装置。此外，它还搭载有一门配备220发弹药的88毫米35式速射炮以及一门配备1,195发弹药20毫米30式高射炮作为甲板炮。其标准船员编制为4名军官及40－56名水兵。

## 历史

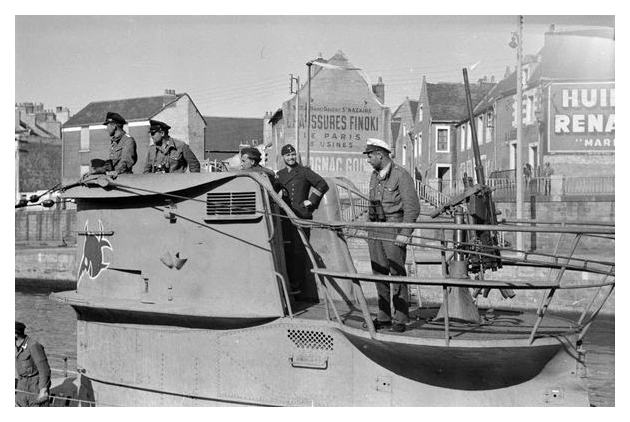
U-96号在海因里希·莱曼-维伦布罗克的指挥下投运

1938年5月30日，海军造舰局将首批八艘VII-C型潜艇（U-69至U-70号、U-93至U-98号）的建造合同发包予基尔的日耳曼尼亚船厂。其中U-96号于1939年9月16日开始铺设龙骨，建造序列为601。经过逾十个月的建造，该艇于1940年8月1日下水，至次月14日在曾担任U-8和U-5号艇长的海军上尉海因里希·莱曼-维伦布罗克的指挥下交付使用。完成海试后，U-96号加入驻基尔的第7潜艇区舰队，先是在波罗的海进行战备训练，进而于1940年12月作为前线艇移驻德占法国的圣纳泽尔。它从1943年4月换编至驻梅默尔的第24潜艇“训练”区舰队，之后于1944年7月再移驻皮劳的第22潜艇区舰队担任教学艇，直到1945年2月15日在威廉港退役。同年3月30日，仍搁置于威廉港希佩尔內港的该艇在美军的一次空袭中遭美國第八航空隊投掷炸弹摧毁。其残骸于战后拆解报废。
第二次世界大战期间，U-96号曾执行过十一次巡逻和十一次狼群作战，共击沉27艘、全损1艘和击伤4艘同盟国或中立国商船，累积总吨位高达223,137吨，为战争中最成功的U艇之一。其艇徽来自当时经常出现在纳粹刊物《艾瑞卡—为前线和家庭打造的快乐报纸》上的一只笑脸锯鳐，创作者为汉斯·科萨茨。U-96号的船员们为此专程拜访了科萨茨，希望得到这条锯鳐作为潜艇的吉祥物。科萨茨随后亲自将图案粉刷至潜艇的瞭望塔，并刊入1941年第22期的《艾瑞卡》。

### 第一次巡逻
完成战备训练后，莱曼-维伦布罗克于1940年12月4日05:00率领U-96号从基尔启程执行首次巡逻，开启自己的王牌艇长之路。继次日在腓特烈港通过海军油轮平叉号（Gabelsflach）进行补给后，该艇前往北海海峡和罗科尔以西的北大西洋游弋。12月11日15:12，隶属盟军HX-92号护航队的英国万吨级客轮罗托路亚号（Rotorua）被U-96号发射的一枚鱼雷击中，当时该船正以9.5節（17.6每小時）的速度行驶至圣基尔达群岛西北约110海里（200）处。客轮身处61号阵位，是护航队司令、海军少将J·菲茨格拉德的座船，但护航队于12月7—8日的一场暴风中被吹散，当遇袭时，它正带领着一群约12艘商船行进，没有护航舰。鱼雷击中右舷5号货舱的前端。爆炸震碎了被水淹没的轮机舱舱壁，导致所有灯光熄灭，船身立即向右舷侧倾15—20°。大约二十分钟后，罗托鲁阿号从船艉沉没。15:40，潜艇浮出水面问询船上的幸存者，但由于另一艘英国武装油轮算盘蛤号（Cardita）已经返回救援并以艉部炮开火，因此莱曼-维伦布罗克不得不再次潜水。十五分钟后，U-96号向油轮也发射一枚鱼雷，但未能命中，潜艇遂在施放烟幕后成功逃脱。当晚20:52，同一护航队中的荷兰货轮托瓦号（Towa）右舷又被U-96号发射的一枚鱼雷击中，随即停船。21:30，潜艇对其发动“致命一击”，但仍未沉没。至22:02，莱曼-维伦布罗克开始实施炮击，共发射了16发炮弹，导致托瓦号于22:42沉没。
12月12日，U-96号继续向HX-92号船队发动攻击，首先是凌晨01:56，瑞典货船斯图雷霍姆号（Stureholm）被一枚鱼雷击中船艉，十一分钟后沉没。04:31，无护航的比利时货轮马其顿人号（Macedonier）也在圣基尔达群岛西北约5海里（9.3）处遭莱曼-维伦布罗克发射的一枚鱼雷击中4号和5号货舱之间。该船曾身处于HX-92号护航队的12号阵位，但在早前护航队司令的座船沉没后便分散。马其顿人号在被击中六分钟内便从船艉沉没。12月14日08:55，无护航的英国万吨级客轮西方王子号（Western Prince）在距愤怒角西北约400海里（740）处被U-96号发射的一枚鱼雷击中前部。莱曼-维伦布罗克曾在黎明前遇到一艘小型货船，但两次发射鱼雷均未命中，之后发现这艘大型客轮，而07:20发射第一枚鱼雷也未命中。当西方王子号船艏稳定后，潜艇潜入水中重新装填鱼雷管，然后等待对方船员搭乘救生艇弃船。至10:21，一枚致命鱼雷再次击中客轮前部，导致后者在一分钟内沉没。当晚21:02，U-96号在罗科尔以北约120海里（220）处又以甲板炮向前一天才从OB-257号护航队失散的英国货轮帝国刀嘴海雀号（Empire Razorbill）发射六发炮弹，并观察到三发命中。由于天气恶劣，潜艇无法进入有利的攻击位置，遂试图继续用炮火阻止该船，但当他们看到对方武装起来等待天气好转时，便停止攻击，并在夜间的暴风雪中失去了接触。略有受损的帝国刀嘴海雀号得以逃脱并于12月24日安全抵达圣约翰。
12月18日16:15，前一天从OB-259护航队中脱离的荷兰万吨级油轮彭德雷赫特号（Pendrecht）在被U-96号追赶了大约一小时后，于59°05′N 17°47′W / 59.083°N 17.783°W处遭莱曼-维伦布罗克发射的一枚鱼雷击中右舷轮机舱前部的船艉。这艘油轮于12月7日离开卡迪夫，空载驶往纽约。潜艇在远处浮出水面，因为他们鱼雷管内的鱼雷已耗尽，仅余一枚G7a型鱼雷贮存在甲板上的罐子里，而油轮有武装。对方船员最初弃船，但当另外两艘油轮抵达时，他们重新登船，其中一艘还向U-96号发射了两枚鱼雷，与油轮保持距离，同时德国人将备用鱼雷移入艇内。莱曼-维伦布罗克随后再次尝试搜寻受损的彭德雷赫特号，但对方在夜间失去了踪迹。经过为期二十六天、水面4,657海里（8,625）和水下120海里（220）的航行，U-96号于12月29日16:13抵达洛里昂。

### 第二次巡逻
U-96号的第二次巡逻于1941年1月9日15:05离开洛里昂，前往北海海峡附近的北大西洋游弋，至当月22日14:11返回。在这次为期十四天、水面约2,624海里（4,860）和水下约42海里（78）的航行中，莱曼-维伦布罗克共击沉2艘英国万吨级运兵船。首个受害者是无护航的奥罗佩萨号，于1月16日03:56在罗科尔东南方向被U-96号的一枚鱼雷击中船艉。04:40射出的首次“致命一击”只能绕圈偏出，但另外两枚分别于05:03和05:59发射的鱼雷则击中了舰桥下方和船舯部，导致其倾覆并于06:16沉没。船上106名乘客和船员丧生，143名幸存者则被英国驱逐舰救起。
1月17日凌晨，当U-96号正在追击一艘不知名的轮船，而对方已经躲过了三枚鱼雷后，莱曼-维伦布罗克于05:08意外发现了身处罗科尔东北约35海里（65）处、无护航的阿尔梅达星号。潜艇随后于07:10向第一艘轮船发射了第四枚鱼雷，但同样获避开，该艇被迫在炮火下潜水。07:45，莱曼-维伦布罗克转向阿尔梅达星号发射一枚鱼雷，对方在船舯部被击中后停船。由于该船在08:05和09:07遭两次“致命一击”击中艉部和舯部后仍未沉没，U-96号遂浮出水面实施炮击。德国人观察到四艘救生艇，甲板上仍有人，延至09:32至09:48开火，28枚燃烧弹中约有15枚命中。此举只引发了小火并迅速得到扑灭，莱曼-维伦布罗克只得于09:55再发射一枚鱼雷。鱼雷击中了船艏，导致阿尔梅达星号在三分钟内于58°40′N 13°38′W / 58.667°N 13.633°W处从船头沉没。七艘驱逐舰受命搜索该地区，但没有发现幸存者。船长、136名船员、29名炮手和194名乘客全数罹难。乘客中还包括隶属英国舰队航空队的21名军官和121名士兵，他们正随船前往特立尼达的皮阿尔科基地。

### 第三次巡逻
1941年1月30日18:05，U-96号在莱曼-维伦布罗克的指挥下从洛里昂出发，前往冰岛南部的北大西洋游弋。2月13日15:08，与HX-106号护航队失散、无护航的英国油轮克丽号（Clea）在冰岛以南约190海里（350）处被 U-96号发射的一枚鱼雷击中左舷舯部。油轮立即起火并完全断裂成两半。潜艇浮出水面，利用甲板炮共发射83发炮弹，造成船身多处弹孔。两半随即沉没，其中后半截于16:59沉没，前半截于17:31没顶。当晚19:50，莱曼-维伦布罗克在冰岛东南部发现了早前已被友艇U-103号击残、同样从HX-106号船队掉队的英国万吨级油轮亚瑟·F·科温号（Arthur F. Corwin），但仍维持漂浮。U-96号遂发射两枚“致命一击”鱼雷将其彻底击沉。
2月18日02:27，无护航的黑鹗号在冰岛以南约130海里（240）处被U-96号发射的一枚鱼雷击中。这艘悬挂红船旗的英国货轮早在2月10日便跟随HX-107号护航队首次执行跨大西洋航行，但因天气恶劣而掉队。德国人认为鱼雷已经命中，惟当船停下来时没有引爆，但他们并不知道，黑鹗号的烟囱于01:30起火，船员在能见度很低的情况下停船控制火势，这显然导致鱼雷未命中。对方于九十分钟后设法扑灭了火焰并继续前行，但潜艇再次发动攻击，于03:25射出一枚鱼雷。鱼雷命中左舷1号和2号货舱之间，炸毁了舱门，导致船身在艏端略微向左倾斜。其船员在发出求救信号后分乘4艘救生艇弃船，船身则在被鱼雷击中约十二分钟后从船头沉没。莱曼-维伦布罗克随后离开该水域，没有问讯幸存者，因为黑鹗号的求救信号已经得到识别。
苏格兰标准号（Scottish Standard）作为OB-287号护航队的掉队者，于2月21日在59°19′N 16°14′W / 59.317°N 16.233°W处遭德国空军第40中队一架Fw 200秃鹰飞机投下的炸弹炸毁。2月22日12:35，U-96号发现这艘被遗弃的油轮，其船头深陷在水中，船艛遭到炸弹破坏。尽管有负责救援的英国驱逐舰蒙哥马利号在附近巡逻，莱曼-维伦布罗克还是设法于15:49和15:52发射了两枚鱼雷命中苏格兰标准号，使之最终沉没。随后，蒙哥马利号对潜艇展开了长达五小时的追击，共投下37枚深水炸弹，但并未造成严重损坏。2月23日，U-96号与OB-288号护航队取得接触，并与U-69、U-73、U-95和U-107号以及意大利潜艇米凯莱·比安基号发动联合攻击。潜艇群共击沉9艘船舶，包括1艘护航舰，其中3艘由U-96号击沉。
第一艘是当天才从护航队分离、被误认为是辅助巡洋舰的英国货轮盎格鲁-秘鲁人号（Anglo-Peruvian），于23:27被莱曼-维伦布罗克发射的两枚鱼雷击中，断成两截，三分钟后在冰岛西南部水域沉没。次日01:16，同样从OB-288号船队掉队的英国货船柳穿鱼号（Linaria）被U-96号发射的一枚鱼雷击中船艉，在雷克雅未克以南约265海里（491）处沉没。一小时后，即02:20，另一艘掉队的英国货轮斯丽吉诗娜号（Sirikishna）也在冰岛南部遭莱曼-维伦布罗克发射的一枚鱼雷击中左舷舯部，船员弃船逃生。潜艇随后必须从上层甲板的容器中装入备用鱼雷，因为所有其他鱼雷都已耗尽。08:36，最后一枚致命鱼再度命中船舯部，导致船只断成两截后迅速沉没。这是护航队司令、海军少将R·普洛登的座船，他与船长、5名海军参谋、34名船员和2名炮手一同葬身大海。在躲过护航舰丘吉尔号的袭击后，U-96号该艇于2月28日18:00返抵圣纳泽尔，结束了这次为期三十天、水面约4,816海里（8,919）和水下约188海里（348）的第三次巡逻。抵步后，莱曼-维伦布罗克获授予两天前刚刚颁发的骑士铁十字勋章。《德意志国防军报》于2月25日撰文表示，莱曼在最近一次巡逻中击沉了55,600吨的盟军船只，自指挥U-96号以来共击沉了125,580吨的盟军船只。

### 第四次巡逻

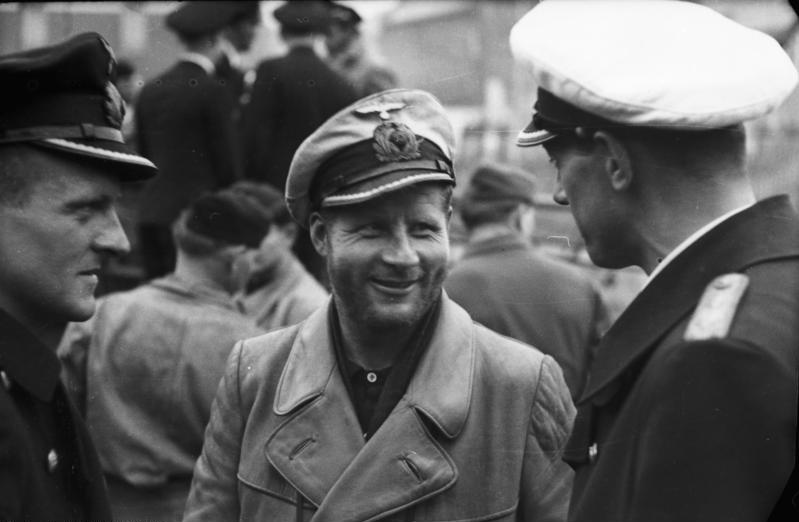
海因里希·莱曼-维伦布罗克与U-96号在圣纳泽尔（1941年5月）

在第四次巡逻中，U-96号于1941年4月12日16:24驶离圣纳泽尔，前往北海海峡和爱尔兰岛以西的北大西洋游弋。经过为期四十一天、水面约6,198海里（11,479）和水下约238海里（441）的航行，该艇于5月22日18:04抵达圣纳泽尔，期间共击沉4艘商船。4月16日，莱曼-维伦布罗克率先与OB-309号护航队接触，随即遭到英国护航舰罗金厄姆号的袭击，导致潜艇受损。4月28日19:25，该艇在冰岛南部向HX-121号护航队的三艘油轮发射了三枚鱼雷，在观察到全数命中后，报称两艘18,000吨的油轮沉没，另一艘6,000吨的油轮受损。第一艘被击中的是来自英国的油田号（Oilfield），它立即起火燃烧，继而断成两截，延至翌日在60°06′N 16°06′W / 60.100°N 16.100°W处沉没。第二艘是挪威的喀里多尼亚号（Caledonia），其轮机舱被击中，舱内7名船员遇难，另有5名船员跳下船后漂流到附近油田号燃烧的残骸中丧生。当天沉没的第三艘船是英国货轮哈迪港号（Port Hardy），因第三枚鱼雷偏离目标而遭意外击中。其受损处位于左舷主桅杆后部，大约三个小时后在罗科尔西北偏北约165海里（306）处沉没。随后，莱曼-维伦布罗克被迫下潜，因英国护航舰唐菖蒲号已抵达现场，并发动深水炸弹袭击。一段时间以来，人们认为这次攻击击沉了U-65号，但实际目标是U-96号，而后者毫发无损。
翌日下午13:00刚过，U-96号便遭到英国皇家空军第233中队一架哈德遜式轟炸機的袭击，但炸弹没有造成进一步损坏。5月1日晚，该艇曾攻击一艘无护航的货轮，但未获成功。5月4日，它又与另一支护航队取得接触，但第二天便脱离。5月7日中午过后不久，一架英国桑德蘭水上飛機发现了U-96号，惟在两个半小时共投下的32枚炸弹均无法命中。莱曼-维伦布罗克于5月14日再次遭到空袭，一架四发飞机向潜艇投下了三枚炸弹，同样无功而返。直到5月19日清晨，跟随HG-61号护航队的英国货船帝国山脊号（Empire Ridge）在布拉迪角以西约90海里（170）处与U-96号相遇。莱曼-维伦布罗克误认为这是一艘排水量为9,000吨的油轮，于03:24向其发射了两枚鱼雷。帝国山脊号被其中一枚击中，断成两截后沉没。

### 第五次巡逻
莱曼-维伦布罗克率U-96号于1941年6月19日14:54从圣纳泽尔出发执行第五次巡逻，前往大西洋中部航行。7月5日上午，该艇在亚速尔群岛以北约300海里（560）根据一架秃鹰飞机发来的报告、迎着浓雾追踪护航队时，遇到了一支由6艘舰船组成的奇怪编队：英国勘测船挑战者号、领头的运兵船安塞姆号和武装商船巡洋舰契丹号，三艘花级轻型护卫舰碧冬茄号、薰衣草号和繁缕号则分别部署在运兵船的左舷、右舷和后部。08:29，莱曼-维伦布罗克射出四枚鱼雷，并认为击中了武装商船巡洋舰和勘测船。事实上，仅两枚鱼雷击中安塞姆号，导致其在二十二分钟内沉没，共254人丧生。三艘护卫舰立即对潜艇发起反击，但繁缕号的潜艇探索器（Asdic）无法发挥作用，只能依靠碧冬茄号和薰衣草号保持稳定接触。前者共投掷了六枚深水炸弹，后者则投掷了二十枚。U-96号严重受损，被迫中止巡逻，仅航行二十一天便于7月9日19:12返抵圣纳泽尔。

### 第六次巡逻
第六次巡逻于8月2日11:30离开圣纳泽尔，前往爱尔兰以西和直布罗陀以西的大西洋游弋，至9月12日11:39返回。在这次为期四十二天、里程达6,213.7海里（11,507.8）的航行中，该艇尽管曾相继加入“锤子”（8月5—12日）、“格陵兰”（8月12—27日）、“选帝侯”（8月28日—9月2日）和“狼鳚”（9月2—10日）等狼群作战，意图以集群方式袭击盟军的护航队，但一无所获。

### 第七次巡逻
1941年10月27日09:52，U-96号在莱曼-维伦布罗克的指挥下从圣纳泽尔启程，前往格陵兰岛以西和直布罗陀海峡附近的大西洋执行第七次巡逻。10月30日，该艇加入“突击队”狼群，并于次日发现了OS-10号护航队。22:47，莱曼-维伦布罗克在满月之夜从远距离向护航队发射了四枚鱼雷，并声称击沉两艘容积总吨为13,000吨的船只。事实上，只有身处22号阵位的荷兰货轮本讷科姆号（Bennekom）被一枚鱼雷击中左舷4号货舱的深舱。但这枚鱼雷被发现得太晚，无法通过打左满舵来规避。深舱内的燃油立即着火并窜至船上，导致客舱和宿营区受到波及。爆炸还摧毁了舰桥的前侧，包括那里的机枪巢。大约一小时后，人们看到本讷科姆号在克利尔角以西约530海里（980）处从船艉沉没。袭击发生后，英国单桅战船卢尔沃思号抵达现场，用炮火将U-96号潜艇逼入水下，后者继而毫发无损地躲过了27枚深水炸弹的攻击。
11月，U-96号相继作为“施特泰贝克尔”（11月5—19日）和“贝内克”（11月19—22日）狼群的一份子在北大西洋巡逻，直到秘密进入西班牙的中立港维戈，并于11月27日由被扣留在当地的德国补给舰贝塞尔号提供补给。次日04:00离开维哥后，该艇前往直布罗陀海峡，奉命移驻地中海。然而，在穿越直布罗陀海峡期间，它于11月30日夜晚被英国皇家海军第812航空中队的一架剑鱼式鱼雷轰炸机发现，并遭飞机投下的两枚炸弹严重损坏。莱曼-维伦布罗克突围失败，只得返回圣纳泽尔。途中，他遇到了从南美返航的西班牙客轮合恩角号（Cabo de Hornos），对方本将一群犹太难民送往荷兰殖民地库拉索，但遭巴西当局拒绝过境。U-96号的鱼雷未能击中目标，于是截停该船并检查其文件。 12月6日，在经历了为期四十一天、水面约6,829海里（12,647）和水下约236海里（437）的航行后，U-96号回到圣纳泽尔。

### 第八次巡逻

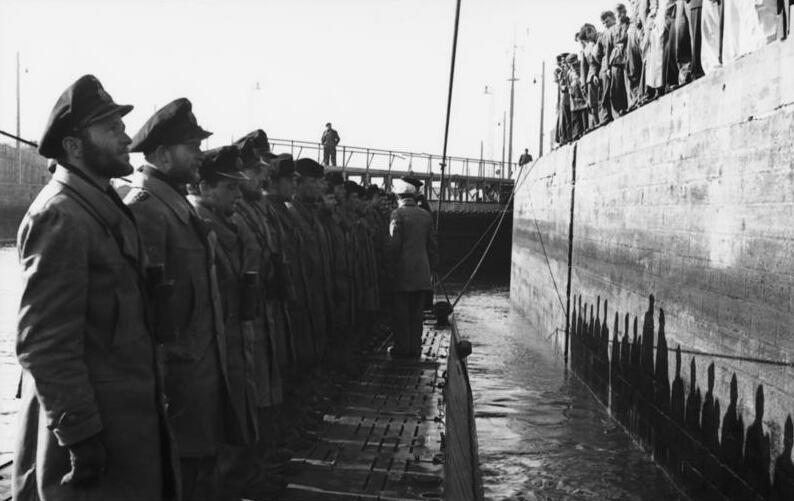
1942年3月23日，莱曼-维伦布罗克率U-96号完成最后一次巡逻后抵达圣纳泽尔

莱曼-维伦布罗克指挥U-96号的最后一次巡逻于1942年1月31日16:45从圣纳泽尔出发，前往美国东岸、新斯科舍和纽芬兰附近的北大西洋游弋。经过为期五十二天、水面约7,171海里（13,281）和水下约848海里（1,570）的航行后，于3月23日10:28抵达圣纳泽尔，沿途共击沉5艘商船。首个遇袭者是无护航的英国货轮帝国海豹号，于2月19日23:29在塞布尔岛东南部水域遭U-96号发射的一枚鱼雷击中。该船朝船艏下陷，但并未沉没，因此莱曼-维伦布罗克于次日00:03再对其实施“致命一击”。鱼雷击中船艉，导致货轮立即沉没。另一艘无护航的美国货船奥斯维亚湖号（Lake Osweya）在帝国海豹号后方约3海里（5.6）处航行，准备驶入哈利法克斯。当英国船只被击沉时，奥斯维亚湖号试图改变航向并以“之字形”前进以规避。但至2月20日04:53，该船遭莱曼-维伦布罗克从500碼（460）外发射的一枚鱼雷击中船舯部，炸成两半并迅速从船头沉没。
2月22日02:44，U-96号在新斯科舍附近发射的一枚鱼雷击中无护航的挪威货船托伦根号（Torungen），而早前于01:31射出的第一枚鱼雷则偏离。潜艇随后浮出水面，船员们首先解冻了甲板炮上的结冰，进而于03:50至04:20之间发射了27发炮弹，并观察到对方在10分钟后从船艉沉没。当晚22:57，无护航的英国油轮卡尔斯号（Kars）又在距哈利法克斯东南偏南约25海里（46）处遭莱曼-维伦布罗克发射的一枚鱼雷击中。该船起火燃烧，并于三天后断成两截。其前半部沉没，后半部则被拖至哈利法克斯，于2月27日搁滩，宣布为全损。3月9日21:09，当时位处哈利法克斯开外约100海里（190）的挪威货船提尔号（Tyr）成为莱曼-维伦布罗克击沉的最后一艘船，其右舷被一枚鱼雷命中。鱼雷穿透锅炉舱并在船体的左舷爆炸，导致该船9分钟后便从船艉沉没。

### 第九次巡逻
曾执掌U-140号潜艇的海军中尉汉斯-于尔根·黑尔里格尔于1942年3月28日接替莱曼-维伦布罗克担任U-96号艇长，并指挥了该艇的最后三次巡逻。其中第九次于4月23日18:32离开圣纳泽尔，前往纽芬兰和美国东岸附近的北大西洋游弋，至7月1日09:44返回。从5月18日至6月11日，U-96号曾加入“狗鱼”狼群，但未能取得任何战功。5月27日，U-116号率先为其提供45立方米的燃料和补给品，5月26日则从U-460号转移了20立方米燃料和0.5立方米润滑油，确保完成这次历时七十天、水面8,900海里（16,500）和水下450海里（830）的超长航行。

### 第十次巡逻
U-96号的第十次巡逻于1942年8月24日10:00从圣纳泽尔出发，前往纽芬兰移动的北大西洋游弋。它先是于8月29日至9月2日加入“施蒂尔”狼群，继而于9月3日至25日“前锋”狼群，并跟随后者击沉3艘、击伤2艘商船。9月10日16:31至16:33之间，黑尔里格尔向ON-127号护航队中的四艘船发射了四枚鱼雷，取得三艘命中。其中身处船队第12号阵位的比利时货船比利时伊丽莎白号（Elisabeth van Belgie）被一枚鱼雷击中满载有500吨煤炭的3号深舱，并立即开始断成两截，船头和船尾随即抬起到空中后朝中间位置沉没。身处32号阵位的挪威油轮山柳菊号（Sveve）则是左舷5号主油箱附近被鱼雷击中。爆炸摧毁了右舷油箱的舱壁，在右舷炸开了几个洞，导致舵机失效。主油箱和泵房在四分钟内被水淹没。一小时后，幸存者被加拿大护卫舰舍布鲁克号救起，并试图通过发射大约15枚炮弹来击沉残骸未果。当晚，4名护卫舰船员和4名油轮船员重新登上山柳菊号打开通海阀，使之从船艉沉没。第三艘遇袭的是英国万吨级油轮F·J·沃尔夫号（F.J. Wolfe），但它仅轻微受损，仍可继续跟随船队航行。
翌日11:50，U-96号在50°03′N 29°32′W / 50.050°N 29.533°W处试图用三发示警炮弹阻止葡萄牙三桅纵帆船德良斯号（Delães）前进，但该船并未停下，黑尔里格尔遂通过炮击击沉了对方。这艘中立国帆船之所以被击沉，是因为潜艇在200米外没有看到中立标识，它驶向可疑航线，并接近ON-127号护航队，德国人认为听到了船上的Asdic信号。随后，U-461号于9月19日为该艇补充了45立方米燃料和十六天的补给。9月25日23:57，U-96号在阿基尔角以西约670海里（1,240）处的RB-1号护航队发射两枚鱼雷，并报称击中了一艘太平洋女王式客轮（17,702总吨）后离开。事实上，被击中的是英国客船纽约号（New York），该船在战前曾用于近岸客运服务，其高大的船艛和双烟囱配置导致黑尔里格尔高估了目标。在船员和乘客完成撤离后，被遗弃的纽约号最终于9月26日凌晨遭U-91号击沉。经过为期四十三天、水面约5,300海里（9,800）和水下约523海里（969）的航行后，U-96号于10月5日10:28抵达圣纳泽尔。

### 第十一次巡逻
1942年12月26日13:45，黑尔里格尔率U-96号从圣纳泽尔启程执行第十一次作战巡逻。这是其最后一次穿越大西洋前往纽芬兰北部水域游弋，之后返回东侧，并于1943年1月3日将一名患病船员转移到正返回基地的U-163号。从1月10日至20日，U-96号曾加入“美洲豹”狼群，但未能再击沉或击伤任何船舶。回程途中，该艇相继经停卑尔根（1月31日—2月1日）、斯塔万格（2月1—2日）、弗莱克菲尤尔（2月2—3日）、克里斯蒂安桑（2月3—4日）、斯维讷明德（2月6—7日）和戈滕哈芬（2月7—8日），主要是为船队提供护航。经过为期四十五天、水面约5,500海里（10,200）和水下约463海里（857）的航行，U-96号于2月8日抵达柯尼斯堡。此后，该艇退出前线，主要担任训练及教学职责，直到1945年2月15日退役。

## 袭击历史摘要
| 日期           | 船名             | 船籍   | 吨位   | 护航队 | 结局 | 位置                                | 死亡 |
| -------------- | ---------------- | ------ | ------ | ------ | ---- | ----------------------------------- | ---- |
| 1940年12月11日 | 罗托路亚号       | 英国   | 10,890 | HX-92  | 击沉 | 58°56′N 11°20′W / 58.933°N 11.333°W | 22   |
| 1940年12月11日 | 托瓦号           | 荷蘭   | 5,419  | HX-92  | 击沉 | 58°50′N 10°10′W / 58.833°N 10.167°W | 18   |
| 1940年12月12日 | 马其顿人号       | 比利时 | 5,227  | HX-92  | 击沉 | 57°52′N 08°42′W / 57.867°N 8.700°W  | 4    |
| 1940年12月12日 | 斯图雷霍姆号     | 瑞典   | 4,575  | HX-92  | 击沉 | 57°50′N 08°40′W / 57.833°N 8.667°W  | 32   |
| 1940年12月14日 | 帝国刀嘴海雀号   | 英国   | 5,118  | OB-257 | 击伤 | 59°31′N 13°15′W / 59.517°N 13.250°W | 0    |
| 1940年12月14日 | 西方王子号       | 英国   | 10,926 |        | 击沉 | 59°32′N 17°47′W / 59.533°N 17.783°W | 14   |
| 1940年12月18日 | 彭德雷赫特号     | 荷蘭   | 10,746 | OB-259 | 击伤 | 45°18′N 36°40′W / 45.300°N 36.667°W | 0    |
| 1941年1月16日  | 奥罗佩萨号       | 英国   | 14,118 |        | 击沉 | 56°28′N 12°00′W / 56.467°N 12.000°W | 106  |
| 1941年1月17日  | 阿尔梅达星号     | 英国   | 14,936 |        | 击沉 | 58°16′N 13°40′W / 58.267°N 13.667°W | 360  |
| 1941年2月13日  | 亚瑟·F·科温号    | 英国   | 10,516 | HX-106 | 击沉 | 60°25′N 17°11′W / 60.417°N 17.183°W | 46   |
| 1941年2月13日  | 克丽号           | 英国   | 7,987  | HX-106 | 击沉 | 60°25′N 17°10′W / 60.417°N 17.167°W | 59   |
| 1941年2月18日  | 黑鹗号           | 英国   | 5,589  | HX-107 | 击沉 | 61°30′N 18°10′W / 61.500°N 18.167°W | 25   |
| 1941年2月22日  | 苏格兰标准号     | 英国   | 6,999  | OB-287 | 击沉 | 59°20′N 16°12′W / 59.333°N 16.200°W | 5    |
| 1941年2月23日  | 盎格鲁-秘鲁人号  | 英国   | 5,457  | OB-288 | 击沉 | 59°30′N 21°00′W / 59.500°N 21.000°W | 29   |
| 1941年2月24日  | 柳穿鱼号         | 英国   | 3,385  | OB-288 | 击沉 | 61°00′N 25°00′W / 61.000°N 25.000°W | 34   |
| 1941年2月24日  | 斯丽吉诗娜号     | 英国   | 5,458  | OB-288 | 击沉 | 58°00′N 21°00′W / 58.000°N 21.000°W | 43   |
| 1941年4月28日  | 喀里多尼亚号     | 挪威   | 9,892  | HX-121 | 击沉 | 60°03′N 16°10′W / 60.050°N 16.167°W | 12   |
| 1941年4月28日  | 油田号           | 英国   | 8,516  | HX-121 | 击沉 | 60°05′N 17°00′W / 60.083°N 17.000°W | 47   |
| 1941年4月28日  | 哈迪港号         | 英国   | 8,897  | HX-121 | 击沉 | 60°14′N 15°20′W / 60.233°N 15.333°W | 1    |
| 1941年5月19日  | 帝国山脊号       | 英国   | 2,922  | HG-61  | 击沉 | 54°47′N 11°10′W / 54.783°N 11.167°W | 31   |
| 1941年7月5日   | 安塞姆号         | 英国   | 5,954  |        | 击沉 | 44°25′N 28°35′W / 44.417°N 28.583°W | 254  |
| 1941年10月31日 | 本讷科姆号       | 荷蘭   | 5,998  | OS-10  | 击沉 | 51°20′N 23°40′W / 51.333°N 23.667°W | 8    |
| 1942年2月19日  | 帝国海豹号       | 英国   | 7,965  |        | 击沉 | 43°14′N 64°45′W / 43.233°N 64.750°W | 1    |
| 1942年2月20日  | 奥斯维亚湖号     | 美国   | 2,398  |        | 击沉 | 43°14′N 64°45′W / 43.233°N 64.750°W | 39   |
| 1942年2月22日  | 卡尔斯号         | 英国   | 8,888  | HX-175 | 全损 | 44°15′N 63°25′W / 44.250°N 63.417°W | 50   |
| 1942年2月22日  | 托伦根号         | 挪威   | 1,948  |        | 击沉 | 44°00′N 63°30′W / 44.000°N 63.500°W | 19   |
| 1942年3月9日   | 提尔号           | 挪威   | 4,265  |        | 击沉 | 43°40′N 61°10′W / 43.667°N 61.167°W | 13   |
| 1942年9月10日  | 比利时伊丽莎白号 | 比利时 | 4,241  | ON-127 | 击沉 | 51°30′N 28°25′W / 51.500°N 28.417°W | 1    |
| 1942年9月10日  | F·J·沃尔夫号     | 英国   | 12,190 | ON-127 | 击伤 | 51°30′N 28°25′W / 51.500°N 28.417°W | 0    |
| 1942年9月10日  | 山柳菊号         | 挪威   | 6,313  | ON-127 | 击沉 | 51°28′N 28°30′W / 51.467°N 28.500°W | 0    |
| 1942年9月11日  | 德良斯号         | 葡萄牙 | 415    |        | 击沉 | 50°03′N 29°32′W / 50.050°N 29.533°W | 0    |
| 1942年9月25日  | 纽约号           | 英国   | 4,989  | RB-1   | 击伤 | 54°34′N 25°44′W / 54.567°N 25.733°W | 0    |

## 文化影响

### 书籍
1941年，时任特派领导（相当于中尉军衔）的洛塔尔-京特·布赫海姆作为国防军宣传连的战地记者参与了U-96号的第七次巡逻。他的任务是拍摄并描述潜艇的作战行动，以用于宣传目的。有逾5,000张照片在战争中幸存下来，其中大部分是由布赫海姆所拍摄。根据这段经历，他撰写了短篇小说《橡叶航行》（Die Eichenlaubfahrt）和后来成为国际畅销书的1973年小说《从海底出击》，随后于1976年又出版了《潜艇战》（U-Boot-Krieg），这是一部非虚构的航行纪事。

### 电影
1981年，德国导演沃尔夫冈·彼得森根据布赫海姆的同名小说创作了广受好评的电影《从海底出击》，并对情节和人物进行了多处修改。小说和电影的结局都比现实中要悲惨得多：潜艇艰难返回港口后，却在一次空袭中遭摧毁，许多船员伤亡。而实际上，U-96号在战斗中幸存下来，于1945年2月退役后才被击沉。这部电影成为迄当时为止制作成本最高的德国电影，并在1983年奥斯卡金像奖中获得了包括最佳导演、最佳改编剧本、最佳摄影、最佳剪辑、最佳音效和最佳音效剪辑在内的六项提名。1981年由斯蒂芬·斯皮尔伯格执导的电影《夺宝奇兵》也借用了《从海底出击》中的U-96号模型，但编号改为U-26，后者实际上是一艘I-A型潜艇。

### 游戏
2019年，深海工作室（Deep Water Studio）发布了电子游戏《U型潜水艇》的抢先体验版，允许玩家在二战期间指挥U-96号。《U型潜水艇》于2024年8月4日正式发布，并获得好评。U-96号也是Usurpator AP于2019年发布的抢先体验版电子游戏《群狼猎航》（Wolfpack）中五艘可供选择的潜艇之一。此外，该艇还以萌拟人化的形式出现在手机游戏《碧藍航線》中。

## 脚注
1. ↑  威廉生，第11頁.
2. ↑  加洛普，第74頁.
3. 1 2  Gröner 1991，第43–46頁.
4. ↑  加洛普，第72頁.
5. 1 2  Helgason, Guðmundur. . uboat.net.   [2025-02-24].
6. 1 2 3 4 5 6 7 8  . U-Boot-Archiv Wiki.   [2025-02-24].
7. 1 2  Helgason, Guðmundur. . German U-boats of WWII - uboat.net.   [2025-02-24].
8. ↑  Helgason, Guðmundur. . U-boat Operations. Uboat.net.   [2010-03-23]. （原始内容存档于2021-05-02）.
9. ↑  Knigge，第284–285頁.
10. ↑  Lettkemann & Sackmann，第45頁.
11. ↑  Helgason, Guðmundur. . German U-boats of WWII - uboat.net.   [2025-02-24].
12. ↑  Helgason, Guðmundur. . German U-boats of WWII - uboat.net.   [2025-02-24].
13. ↑  Helgason, Guðmundur. . German U-boats of WWII - uboat.net.   [2025-02-24].
14. ↑  Helgason, Guðmundur. . German U-boats of WWII - uboat.net.   [2025-02-24].
15. ↑  Helgason, Guðmundur. . German U-boats of WWII - uboat.net.   [2025-02-24].
16. ↑  Helgason, Guðmundur. . German U-boats of WWII - uboat.net.   [2025-02-24].
17. ↑  Helgason, Guðmundur. . German U-boats of WWII - uboat.net.   [2025-02-24].
18. ↑  Helgason, Guðmundur. . German U-boats of WWII - uboat.net.   [2025-02-24].
19. ↑  Helgason, Guðmundur. . German U-boats of WWII - uboat.net.   [2025-02-24].
20. ↑  Helgason, Guðmundur. . German U-boats of WWII - uboat.net.   [2025-02-24].
21. ↑  Helgason, Guðmundur. . German U-boats of WWII - uboat.net.   [2025-02-24].
22. ↑  Helgason, Guðmundur. . German U-boats of WWII - uboat.net.   [2025-02-24].
23. ↑  Helgason, Guðmundur. . German U-boats of WWII - uboat.net.   [2025-02-24].
24. ↑  Helgason, Guðmundur. . German U-boats of WWII - uboat.net.   [2025-02-24].
25. ↑  Helgason, Guðmundur. . German U-boats of WWII - uboat.net.   [2025-02-24].
26. ↑  Helgason, Guðmundur. . German U-boats of WWII - uboat.net.   [2025-02-24].
27. ↑  Helgason, Guðmundur. . German U-boats of WWII - uboat.net.   [2025-02-24].
28. ↑  Helgason, Guðmundur. . German U-boats of WWII - uboat.net.   [2025-02-24].
29. ↑  Scherzer，第499頁.
30. 1 2  Helgason, Guðmundur. . German U-boats of WWII - uboat.net.   [2025-02-24].
31. ↑  Helgason, Guðmundur. . German U-boats of WWII - uboat.net.   [2025-02-24].
32. ↑  Helgason, Guðmundur. . German U-boats of WWII - uboat.net.   [2025-02-24].
33. ↑  Helgason, Guðmundur. . German U-boats of WWII - uboat.net.   [2025-02-24].
34. ↑  .   [2016-08-13]. （原始内容存档于2016-09-13）.
35. ↑  Helgason, Guðmundur. . German U-boats of WWII - uboat.net.   [2025-02-24].
36. ↑  Helgason, Guðmundur. . German U-boats of WWII - uboat.net.   [2025-02-24].
37. ↑  Helgason, Guðmundur. . German U-boats of WWII - uboat.net.   [2025-02-24].
38. ↑  Helgason, Guðmundur. . German U-boats of WWII - uboat.net.   [2025-02-24].
39. ↑  Helgason, Guðmundur. . German U-boats of WWII - uboat.net.   [2025-02-24].
40. 1 2  Helgason, Guðmundur. . German U-boats of WWII - uboat.net.   [2025-02-24].
41. ↑  Lesser，第140–142頁.
42. ↑  .   [2016-08-13].
43. ↑  Helgason, Guðmundur. . German U-boats of WWII - uboat.net.   [2025-02-24].
44. ↑  Helgason, Guðmundur. . German U-boats of WWII - uboat.net.   [2025-02-24].
45. ↑  Helgason, Guðmundur. . German U-boats of WWII - uboat.net.   [2025-02-24].
46. ↑  Helgason, Guðmundur. . German U-boats of WWII - uboat.net.   [2025-02-24].
47. ↑  Helgason, Guðmundur. . German U-boats of WWII - uboat.net.   [2025-02-24].
48. ↑  Helgason, Guðmundur. . German U-boats of WWII - uboat.net.   [2025-02-24].
49. ↑  Helgason, Guðmundur. . German U-boats of WWII - uboat.net.   [2025-02-24].
50. ↑  Helgason, Guðmundur. . German U-boats of WWII - uboat.net.   [2025-02-24].
51. ↑  Helgason, Guðmundur. . German U-boats of WWII - uboat.net.   [2025-02-24].
52. ↑  Helgason, Guðmundur. . German U-boats of WWII - uboat.net.   [2025-02-24].
53. ↑  Helgason, Guðmundur. . German U-boats of WWII - uboat.net.   [2025-02-24].
54. ↑  Helgason, Guðmundur. . German U-boats of WWII - uboat.net.   [2025-02-24].
55. ↑  Helgason, Guðmundur. . German U-boats of WWII - uboat.net.   [2025-02-24].
56. ↑  Uziel，第402頁.
57. ↑  . New York Times. AP. 2007-02-24.
58. ↑  . War History Online. 2024-06-17  [2024-02-26].
59. ↑  . oscars.org.   [2024-02-26].
60. ↑  . Lucasfilm. 2020-06-23  [2024-02-26].
61. ↑  . Kickstarter.   [2019-05-04].
62. ↑  .   [2022-04-14].
63. ↑  . bilibili游戏.   [2024-02-26].